# 蕁麻屬
荨麻属（本字是“䕭麻”，「䕭」，中古擬音：ziem，切，音同「潛」）是荨麻科的一个属，大约有30-45种植物，广泛分布在全球的温带和热带地区。
绝大部分种类为多年生草本植物，也有部分为灌木，或一年生草本植物。叶对生，有齿牙或分裂，有托叶，花单性，穗状花序或圆锥花序，瘦果藏于宿存花被内。
欧亚大陆最常见的种为异株荨麻；中国大陆最常见的是荨麻、宽叶荨麻和麻叶荨麻等种；台湾最常见的种是咬人荨麻。
荨麻属绝大部分种类都有刺毛，蛰人会引起痛苦刺痒，其中生长在新西兰的木荨麻（Urtica ferox）曾经有记载毒刺杀死过马、狗，还曾经杀死过一个人。
荨麻所含的毒性组成上没有完全研究确定，大部分荨麻种类中含有蚁酸、色胺和组胺，但根据最新研究证明咬人荨麻（Urtica thunbergiana）中还含有草酸和酒石酸 (Fu et al, 2006)。

## 物种

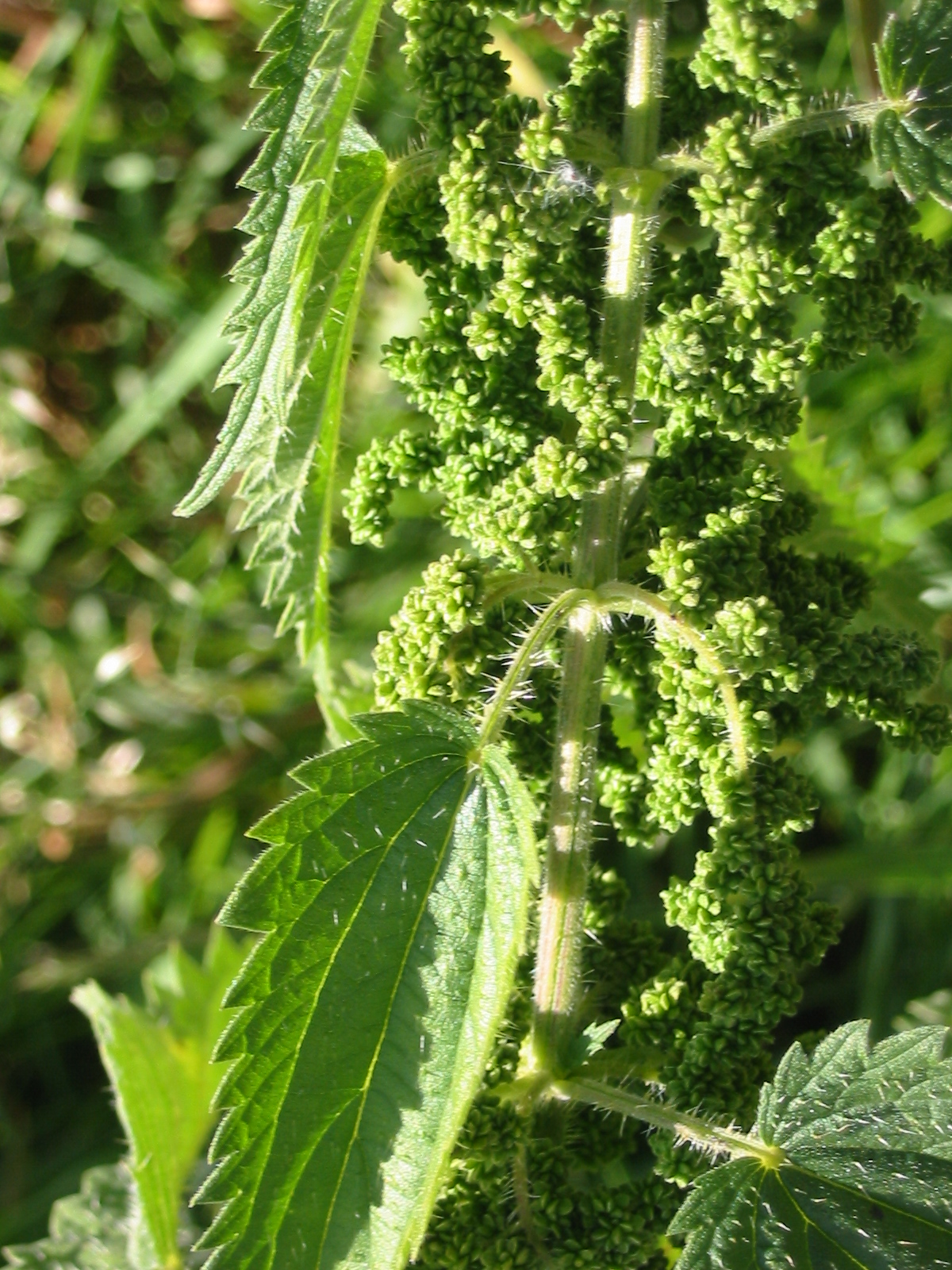
荨麻花

- 狭叶荨麻 Urtica angustifolia Fisch. ex Hornem. 1819，生长在中国大陸， 日本，朝鲜半岛。
- 喜马拉雅荨麻 Urtica ardens，喜马拉雅山区，中国西南
- 小果荨麻 Urtica atrichocaulis，中国大陸
- Urtica atrovirens，地中海地区西部
- 麻叶荨麻 Urtica cannabina L. 1753，西亚，西伯利亚到伊朗一带
- 心叶荨麻 Urtica chamaedryoides ，北美洲东南部
- 异株荨麻 Urtica dioica L. 1753，欧洲、亚洲和北美洲
- 大叶荨麻 Urtica dubia ，加拿大
- 木荨麻 Urtica ferox，新西兰
- 荨麻 Urtica fissa，中国大陸
- Urtica galeopsifolia Wierzb. ex Opiz, 1825，中欧和东欧
- 山荨麻 Urtica gracilenta，墨西哥北部和美国西南
- 高原荨麻 Urtica hyperborea，巴基斯坦、不丹、西藏和蒙古
- Urtica incisa，澳大利亚
- Urtica kioviensis Rogow. 1843，东欧
- 宽叶荨麻Urtica laetivirens Maxim. 1877，中国大陸东北，日本
- Urtica linearifolia，新西兰
- 滇藏荨麻 Urtica mairei，缅甸，印度东北，中国大陸西南
- Urtica membranacea，地中海区域，亚速群岛
- Urtica morifolia，加那利群岛特有种
- 圆果荨麻 Urtica parviflora，喜马拉雅山区低海拔地带
- 罗马荨麻 Urtica pilulifera ，南欧
- 水荨麻 Urtica platyphylla Wedd. 1856-1857，中国大陸，日本
- Urtica pubescens Ledeb. 1833，俄罗斯西南部，中亚
- Urtica rupestris，西西里岛特有种
- Urtica sondenii (Simmons) Avrorin ex Geltman, 1988，东北欧和亚洲北部
- 台湾荨麻 Urtica taiwaniana，臺湾
- 咬人荨麻（咬人猫）Urtica thunbergiana，日本，臺湾
- Urtica triangularisa
- 欧荨麻 Urtica urens L. 1753 ，欧洲，北美

此外尚有一些其他属的蛰人植物，也被俗称为“荨麻”，如：
- 加拿大艾麻 Laportea canadensis，
- 白花苎麻 Boehmeria cylindrica，
- 北美刺龙葵 Solanum carolinense等。

由于其毒性，一般昆虫不会食用荨麻叶，但某些特定的昆虫，如孔雀蛱蝶（Inachis io）和小蛱蝶的幼虫以荨麻叶为食。其他如白蝙蝠蛾（Hepialus humuli）的幼虫会食用荨麻的根。

## 讀音
這種植物本字是“䕭麻”，口語中本說如“潛麻”。
「蕁」，拼音：，注音：，南京官话：，中古擬音：dom，切，音同「潭」，本既不讀如“潛”也不讀如“尋”，但早年被部分文人誤用來記錄這種植物，寫成了“蕁麻”。 掃盲運動中“蕁”更被廣大民衆誤讀成半邊音“尋”。